# ウロキナーゼ
ウロキナーゼ（Urokinase）は、ウロキナーゼ型プラスミノーゲン活性化因子（uPA）とも呼ばれるセリンプロテアーゼ（EC 3.4.21.73）の1つである。ウロキナーゼは最初ヒトの尿から単離されて血栓溶解剤として利用されたが、現在では血液や細胞外マトリックスに存在することも確認されている。最もよく見られる生理学的基質はプラスミノーゲンで、これは不活性な酵素前駆体であり、セリンプロテアーゼの1つであるプラスミンを形成する。プラスミンの活性化は一連のタンパク質分解反応によって行われ、血栓溶解や細胞外マトリックスの分解が関与する生理学的環境に依存する。また血管の病気やがんにつながる。
ウロキナーゼ自身もプラスミンと同様に、不活性の前駆体である1本鎖ウロキナーゼ（プロウロキナーゼ）として作られ、プラスミン等によりL158・I159間が切断されて活性型の2本鎖ウロキナーゼ（ジスルフィド結合でつながっている）に変換される。尿から得られるものは2本鎖ウロキナーゼであるが、これには血栓に対する親和性はない。1本鎖ウロキナーゼは血栓に対する親和性があり、主として血栓上で活性化されてプラスミノーゲンを活性化する。

## 効能・効果
冠動注用12万単位・静注用24万単位
- 急性心筋梗塞における冠動脈血栓の溶解（発症後6時間以内）

静注用6万単位
- 脳血栓症（発症後5日以内で、コンピューター断層撮影において出血の認められないもの）
- 末梢動・静脈閉塞症（発症後10日以内）

## 禁忌
次の患者には投与しないこと。
- 出血している患者

消化管出血、尿路出血、後腹膜出血、頭蓋内出血、喀血
- 2ヵ月以内に頭蓋内あるいは脊髄の手術または障害を受けた患者
- 頭蓋内腫瘍、動静脈奇形、動脈瘤のある患者
- 出血性素因のある患者
- 重篤な高血圧症患者
- デフィブロチドナトリウムを投与中の患者

原則禁忌（静注用6万単位）（特に必要とする場合には慎重に投与すること）
- 心房細動のある患者（うち特に僧帽弁狭窄症患者）
- 感染性心内膜炎の患者
- 陳旧性心筋梗塞の患者
- 人工弁使用患者

## 副作用
重大な副作用は、
- 重篤な出血、出血性ショック

出血性脳梗塞、脳出血、消化管出血等
- 心破裂
- ショック
- 重篤な不整脈（心室細動、心室頻拍等）※類薬 tPA にて

である。

## 参考資料
1. 1 2  “ウロナーゼ冠動注用12万単位 添付文書”. www.info.pmda.go.jp. 2021年12月21日閲覧。
2. 1 2  “ウロナーゼ静注用24万単位 添付文書”. www.info.pmda.go.jp. 2021年12月21日閲覧。
3. 1 2  “ウロナーゼ静注用6万単位 添付文書”. www.info.pmda.go.jp. 2021年12月21日閲覧。